# نوكيا آشا 306
نوكيا آشا 306 (بالإنجليزية: Nokia Asha 306)‏ هو هاتف محمول من نوكيا ضمن سلسلة تاتش مكتمل.

## الخصائص
- نظام التشغيل: سيريز 40
- الكاميرا الخلفية: 2 ميجابكسل
- الشاشة: 240 × 400
- الوزن: 96 غرام